# 아답텍

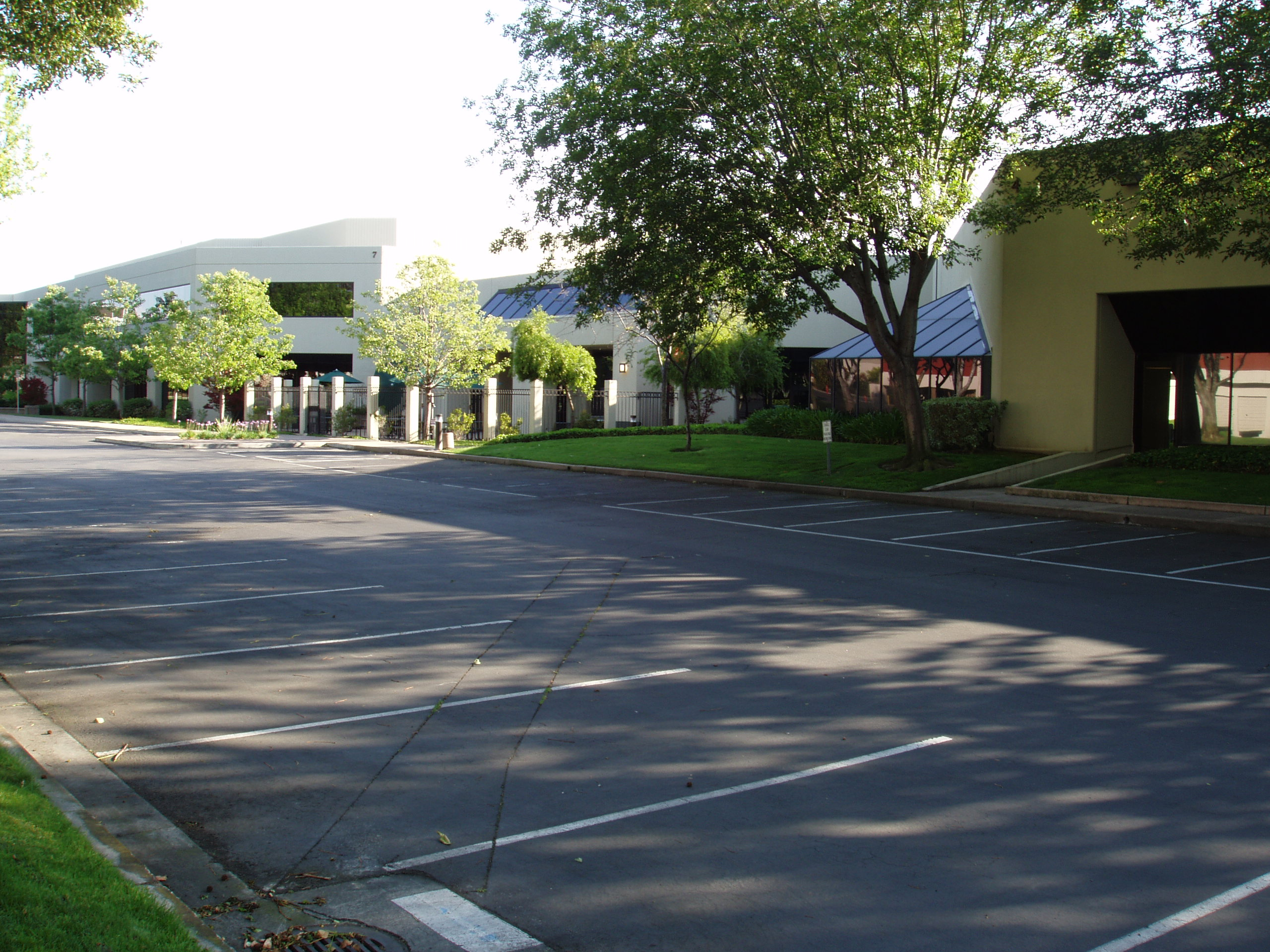
아답텍 본사

아답텍 (Adaptec)은 미국 밀피타스에 본사를 둔 컴퓨터 하드웨어 회사이다. 주력제품은 컴퓨터 기억 장치를 연결하는 어레이 컨트롤러이다. 제품의 인터페이스는 오디오/비디오에 일반적으로 사용되는 USB, 파이어와이어, SCSI, iSCSI, 파이버채널, SATA이다. USB 허브같은 하드웨어도 아답텍에서 생산한다. 이 제품은 스냅 서버 제품군에 NAS 장치와 포함되어 판매한다.
아답텍 이지 CD 크리에이터는 초창기 CD 기록기와 함께 번들로 제공되었으나 현재는 일반적으로 사용하지 않는 CD 기록 제품군이다. 이지 CD 크리에이터는 분사한 록시오에서 지원하고 있다.